# Cindy Marino
Cindy Beisy Marino Figueroa (Lima, 15 de enero de 1987) es una actriz cómica, exbailarina, modelo y personalidad de televisión peruana, reconocida principalmente por haber integrado la orquesta femenina Bella Bella y ser partícipe de los programas humorísticos del comediante Carlos Álvarez.[cita requerida]

## Biografía
Cindy Beisy Marino Figueroa nació el 15 de enero de 1987 en la capital peruana Lima.[cita requerida]
Comenzó su carrera artística allá por los años 2000 cuando integra a un grupo musical en común como bailarina. Tiempo después, se suma a las filas de la orquesta femenina peruana Bella Bella con el mismo rol y compartió escenario junto a otras artistas como Maricarmen Marín. Seguidamente, participó como modelo para revistas y calendarios locales.
Gracias a su popularidad como figura televisiva, Marino inicia su participación en los programas humorísticos, debutando en el espacio Súper humor por la televisora Global Televisión en el rol de actriz cómica el año 2010,[cita requerida] la cual en su estadía fue parte del segmento de Jaimito Baby, imitación del periodista Jaime Bayly interpretado por el actor cómico e imitador Óscar Gayoso. Tiempo después, en 2012 se unió con el comediante peruano Carlos Álvarez para el formato El cártel del humor con el mismo rol, manteniéndose hasta el cese de emisión en 2014.[cita requerida] Además, en ese año fue presentadora del formato musical Fanáticos para Panamericana Televisión por un breve tiempo.
Marino inició su etapa de colaboraciones con Álvarez para sus posteriores formatos cómicos siendo entre ellos Nadie se salva, la cual inicialmente fue segmento del late show peruano A las once en 2015, caracterizando diferentes personajes y pasó a convertirse en programa propio. El elenco se unió con Yaco Eskenazi, conductor del extinto espacio Versus espectacular para formar Versus, porque nadie se salva sin éxito.[cita requerida] Seguidamente, Marino formó su propia línea de ropa, la cual lidera en la actualidad, tuvo una participación especial en la cinta Gemelos sin cura, donde interpretó a Wendy en 2017 e integró al programa Oe, es enserio por la cadena ATV en 2019. Fue partícipe de una entrevista por parte de expareja sentimental, el periodista Christian Hudtwalker para su programa web por YouTube.
Ingresa a la conducción del espacio radial Noches en el Karibe en la emisora La Karibeña en 2020, compartiendo el rol junto a la exvedette y actriz cómica peruana Sara Manrique. Además, Marino volvió a trabajar en la radio mencionada en el formato El súper show de La Karibeña y condujo el programa de prensa rosa web Chismes show para la página Limay.pe en 2021.
Fue parte del unipersonal No te va a gustar al lado del reportero peruano Christian Wagner en el año 2023, en la cual ambos relataban sus anécdotas.
En 2025, fue convocada para el programa Humor recargado de Panamericana con Óscar Gayoso y algunas figuras del extinto programa Risas de América.

## Créditos

### Televisión
| Año       | Título                        | Papel                                                  | Emisión                 | Ref.             |
| --------- | ----------------------------- | ------------------------------------------------------ | ----------------------- | ---------------- |
| 2010-2011 | Súper humor                   | Actriz cómica y varios roles                           | Global Televisión       | [ 3 ]            |
| 2012-2014 | El cártel del humor           | Actriz cómica y varios roles                           | ATV                     | [ 1 ]            |
| 2014      | Fanáticos                     | Presentadora                                           | Panamericana Televisión | [ 1 ]            |
| 2015      | A las once                    | Actriz cómica y parte de la secuencia «Nadie se salva» | América Televisión      | [cita requerida] |
| 2015      | Nadie se salva                | Actriz cómica y varios roles                           | América Televisión      | [cita requerida] |
| 2015      | Versus, porque nadie se salva | Actriz cómica y varios roles                           | América Televisión      | [cita requerida] |
| 2015-2016 | Habla bien                    | Actriz cómica y varios roles                           | América Televisión      | [cita requerida] |
| 2019      | Oe, es enserio                | Actriz cómica y varios roles                           | ATV                     | [cita requerida] |
| 2019      | El cártel del humor           | Actriz cómica y varios roles                           | ATV                     | [ 9 ]            |
| 2021      | La vacuna electoral           | Invitada especial                                      | Willax Televisión       | [cita requerida] |
| 2022      | JB en ATV                     | Invitada de la secuencia «El especial»                 | ATV                     | [ 17 ]           |
| 2023      | Jirón del humor               | Invitada                                               | Latina Televisión       | [ 18 ]           |
| 2025      | Humor recargado               | Actriz cómica y varios roles                           | Panamericana Televisión | [ 16 ]           |

### Cine
| Año  | Título           | Papel | Ref.  |
| ---- | ---------------- | ----- | ----- |
| 2017 | Gemelos sin cura | Wendy | [ 7 ] |

### Radio
| Año  | Título                       | Papel             | Emisión       | Ref.          |
| ---- | ---------------------------- | ----------------- | ------------- | ------------- |
| 2018 | La hora revuelta             | Invitada especial | Radio Capital | [ 10 ]        |
| 2020 | Noches en el Karibe          | Locutora          | La Karibeña   | [ 11 ] [ 12 ] |
| 2020 | El súper show de La Karibeña | Locutora          | La Karibeña   | [ 13 ]        |

### Teatro
| Año  | Título            | Papel                             | Ref.   |
| ---- | ----------------- | --------------------------------- | ------ |
| 2023 | No te va a gustar | Ella misma (con Christian Wagner) | [ 19 ] |